# Steve James
Pour les articles homonymes, voir James.
Steve James est un acteur et un cascadeur américain né le 19 février 1952 à New York et mort le 18 décembre 1993 à Burbank (Californie).

## Biographie
Steve James était spécialisé dans les films à petit budget. Il eut une certaine notoriété dans les années 1980, où il incarna le fantasque et jovial Curtis Jackson aux côtés de Michael Dudikoff (le héros, Joe Armstrong) dans les célèbres American Ninja. 
Steve James a ainsi marqué les esprits par un jeu décalé, alliant scènes de combat de premier choix, avec force poses tout en muscles, mimiques hilarantes et répliques « cool » (« Alors, t'en as eu assez ? ») ou fracassantes (« Non, moi je vais chercher Joe »). À une époque où les films de combat sérieux pullulaient (cf Bloodsport, avec Jean-Claude Van Damme, ou Nico, avec Steven Seagal), Steve James est reconnu pour son originalité parfois déconcertante.
Il s'est éteint prématurément en 1993, à la suite d'un cancer du pancréas, et repose au cimetière Hollywood Forever.

## Filmographie

### Cinéma
- 1975 : Le Sixième Continent (The Land That Time Forgot) : Le 1er Sto-Lu
- 1979 : Les Guerriers de la nuit (The Warriors) : Baseball Fury
- 1980 : Le Droit de tuer (The Exterminator) : Michael Jefferson
- 1980 : Noces sanglantes (He Knows You're Alone) : Le jeune homme
- 1980 : Time Square : Le mec
- 1982 : Le Soldat (The Soldier) : Un membre de l'unité du Soldat
- 1983 : Vigilante : Gibbons
- 1984 : Brother : Odell
- 1985 : Mask : L'interne de l'hôpital
- 1985 : American Warrior (American Ninja) : Le caporal Curtis Jackson
- 1985 : Police fédérale Los Angeles (To Live and Die in L.A.) : Jeff Rice
- 1986 : Delta Force (The Delta Force) : Bobby
- 1986 : Dans les bras de l'enfer (Behind Enemy Lines) : Le sergent Johnson
- 1986 : American Warrior 2 : Le Chasseur (Avenging Force)  : Larry Richards
- 1987 : Le Ninja blanc (American Ninja 2: The Confrontation) : Le sergent Curtis Jackson
- 1988 : Toutes folles de lui (Johnny Be Good) : Le coach Sanders
- 1988 : Héros (Hero and the Terror)  : Robinson
- 1988 : I'm Gonna Git You Sucka : Kung Fu Joe
- 1989 : American Ninja 3 : Blood Hunt : Le sergent Curtis Jackson
- 1989 : Riverbend : Le major Samuel Quentin
- 1990 : Mister Johnson : Aliu
- 1990 : Street Hunter : Logan Blade
- 1991 : McBain : Eastland
- 1993 : Weekend at Bernie's II  : Henry

### Télévision
- 1984 : Shérif, fais-moi peur (série télévisée) saison 7 épisode 10 "Menace sur le Hazzard Express" : Carney